# پرستوی جنگلی
پرستوی جنگلی (نام علمی: Atronanus fuliginosa)، یک گونه کم‌شناخته از پرستوهای خانواده Hirundinidae است که در کامرون، جمهوری کنگو، گینه استوایی، گابن و نیجریه یافت می‌شود. این گونه در گذشته در سردهٔ Petrochelidon، در طبقه چلچله‌های 'slud-nester' قرار می‌گرفت، اما پر و بال، ریخت‌شناسی و رفتار لانه‌سازی آن به خوبی با دیگر دودمان اصلی پرستوها همخوانی نداشت. در نتیجه، و همچنین با استفاده از رویکردهای تبارزایی مولکولی، دی سیلوا و همکاران. (۲۰۱۸) این گونه را در درخت تبارزایی پرستوها، محکم در داخل کلاد «آشیانه گلی»، اما خارج از کلاد مربوط به Petrochelidon قرار دادند. این نتیجه منجر شد تا دی سیلوا و همکاران (۲۰۱۸) به مستندسازی و توصیف رسمی یک دودمان متمایز و در سطح عمومی به پرستوهای بومی منطقه جنگلی گینه پایین در آفریقای مرکزی بپردازند.